# Frans Jurrema

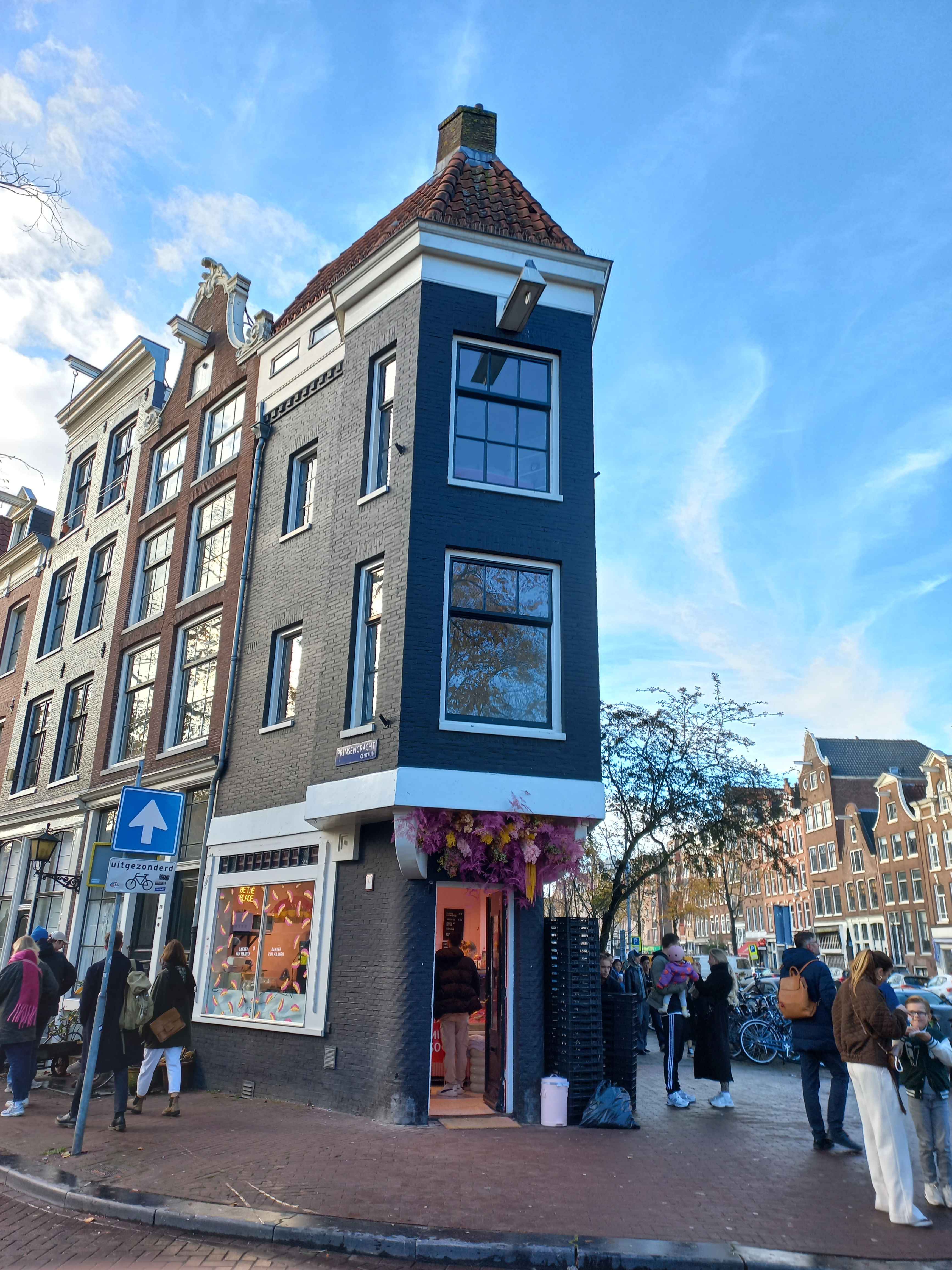
Hoek Prinsengracht en Westerstraat, november 2023)

Francinus (Frans) Jurrema (Amsterdam, 30 november 1894 - Amstelveen, 30 oktober 1941) was een Nederlands architect.

## Biografie
Frans Jurrema was de zoon van Jacomina de Jongh en directeur Armenzorg/Maatschappelijke steun Johannes Wigbold Jurrema, die betrokken was bij Asterdorp en Zeeburgerdorp. Het gezin woonde dan ook enige tijd in het Stedelijk Armenhuis aan de Muidergracht. Hijzelf was sinds 1923 (toen nog als bouwkundige) getrouwd met Elisabeth (Bep) de Lange. Het echtpaar kreeg voor zover bekend twee zonen. 
Ten tijde van zijn militaire keuring was hij na een driejarige HBS leerling-bouwkundige; hij werd afgekeurd vanwege slechte ogen.
Jurrema was vooral bekend als architect bij Maggi aan de Haarlemmerweg (afgebroken), bioscoop Alhambra (afgebroken) en het Persilhuis (verbouwing, afgebroken); hoek Prinsengracht 16/Westerstraat. Ook in Amstelveen heeft hij werk achtergelaten: Amsteldijk-Noord 167 en Amsteldijk-Noord 168, Villa Bloemenhof (destijds Nieuwer-Amstel). In de Rivierenbuurt in Amsterdam liet hij ook werk na:
- Diezestraat 9-31
- Eendrachtstraat 10-24
- Krammerstraat 17-23
- Uiterwaardenstraat 318-342

Zijn naam kwam in 2020 ineens in het nieuws vanwege een verzoek tot afbraak van een Duitse bunker uit 1943, die als gemeentelijk monument niet zou passen bij de Entree van Elsrijk naar ontwerp van Jurrema. De bunker moest de door de Duitsers in gebruik zijnde Pauluskerk beschermen.

## Privéleven
Vermoedelijk was Francinus Jurrema een talentje van AFC Ajax, maar speelde alleen een aantal talentenwedstrijden. Zoon Dick Jurrema was met echtgenote Olga Siegmund jarenlang betrokken bij hockeyclub Pinoké, net als hun vier kinderen.

## Overlijden
Het echtpaar kwam volgens de rouwadvertentie om tijdens een niet nader omschreven “noodlottig ongeluk”. Het echtpaar werd op 30 oktober 1941 getroffen door enkele bommen uit een Britse bommenwerper, die vermoedelijk de nabijgelegen Pauluskerk wilde treffen. De bommen vielen echter op Keizer Karelweg 436 en 43; laatstgenoemde was de woning van het echtpaar Jurrema. Bouwkundig Weekblad Architectura herdacht hem kort als architect van utiliteits- en industriebouw (8 november 1941); zij noemden het overlijden een “noodlottig ongeval”.

## Galerij

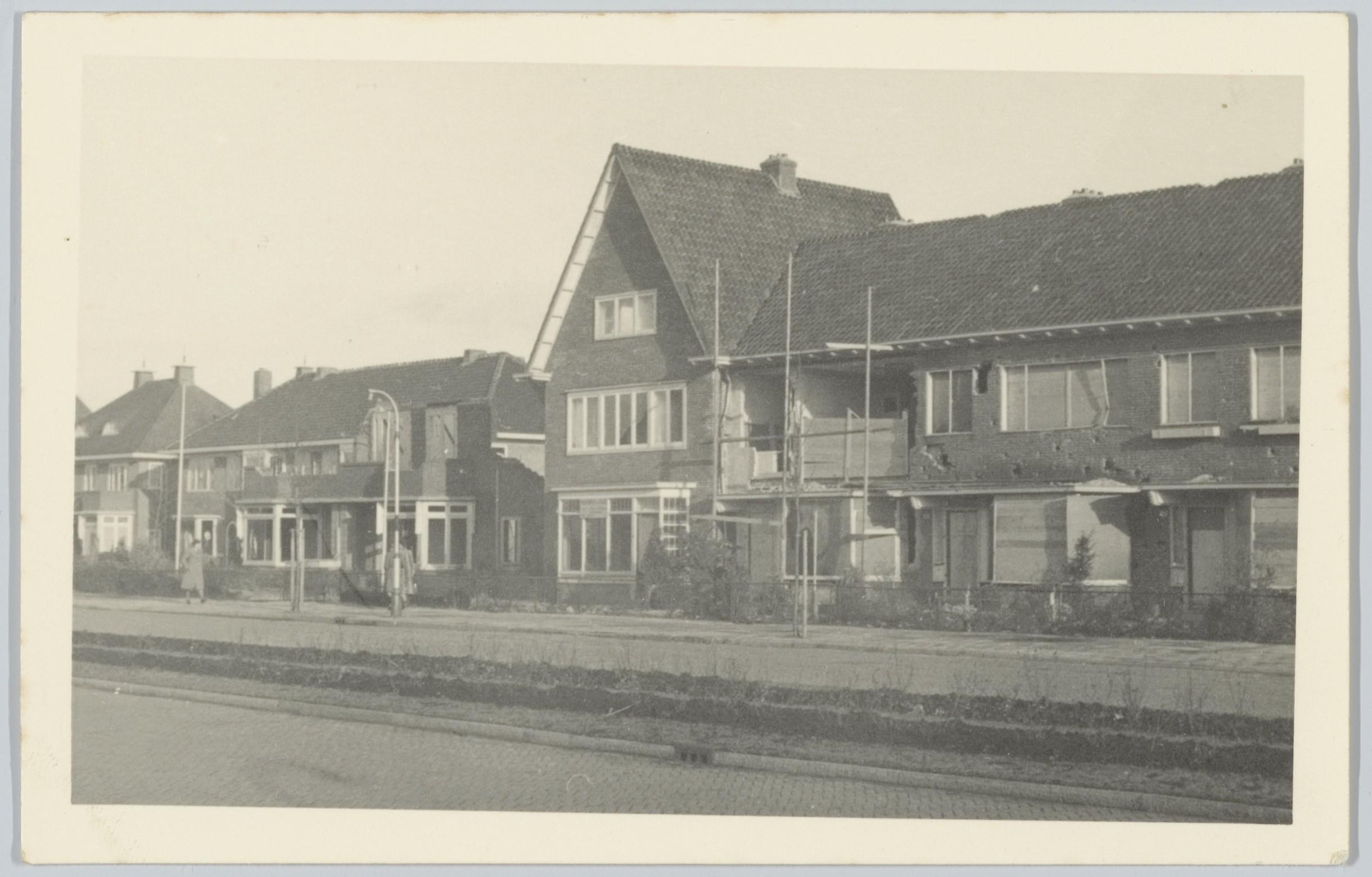
Herstel beschadigde villa’s (1941)
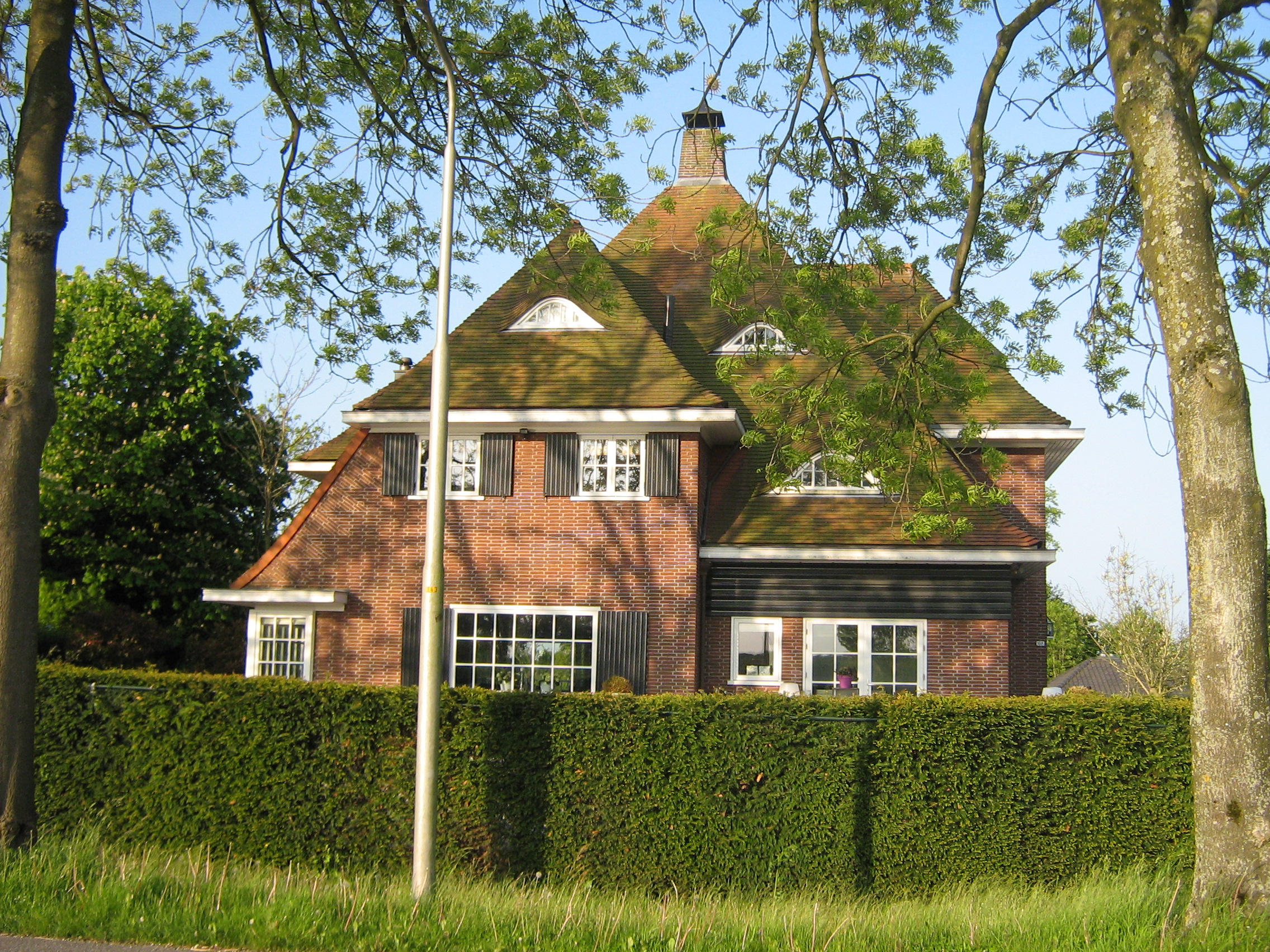
Amsteldijk-Noord 168, Amstelveen (2013)